# 1867
1867. је била проста година.

## Догађаји

### Март
- 2. март — Амерички конгрес је усвојио први закон о реконструкцији.
- 29. март — Велика Британија је од Квебека, Онтарија, Нове Шкотске и Њу Брансвика формирала доминион Канаду.

### Април
- 18. април — Кнез Михаило Обреновић је преузео кључеве града Београда од Али Риза-паше (видети Повлачење турског гарнизона из Београда 1867).

### Мај
- 29. мај — Угарски сабор је ратификовао Аустро-угарску нагодбу чиме је Аустријско царство преображено у Аустроугарску.

### Јун
- 19. јун — Републиканци, следбеници Бенита Хуареза, погубили Максимилијана I Хабзбурга, кога је Наполеон III 1864. прогласио за цара Мексика.

### Јул
- 1. јул — Онтарио, Квебек, Нова Шкотска и Њу Брансвик прогласиле су федералну унију Канада, која је Актом о Британској Северној Америци британског парламента добила статус доминиона.

- 14. јул — код енглеског града Редхила шведски изумитељ динамита, Алфред Нобел, први пут демонстрирао свој изум.

### Септембар
- 29. септембар — 13. октобар – Михољска народна скупштина у Београду

### Новембар
- 9. новембар — Последњи шогун Токугава Јошинобу је понудио своју оставку цару Мејџију.

## Рођења

### Фебруар
- 4. јун — Карл Манерхајм, фински маршал и државник

### Новембар
- 6. новембар — Леон Хуа, белгијски бициклиста. († 1918).
- 7. новембар — Марија Кири, пољско-француска физичарка

### Децембар
- 1. децембар — Игнаци Мосцицки, пољски политичар

## Смрти

### Април
- 21. април — Платон Атанацковић, српски епископ и писац (* 1788)

### Август
- 31. август — Шарл Бодлер, француски песник (рођен 9. април 1821).

### Децембар
- 26. децембар — Јожеф Кошич словеначки писац, песник, етнолог, римокатолички свештеник, који је писао на мађарском и словеначком језику (* 1788).